# Volta a Catalunya de 1998
La Volta a Catalunya de 1998 va ser 78a edició de la Volta Ciclista a Catalunya. Es disputà en 8 etapes del 18 al 25 de juny de 1998 amb un total de 1.225,9 km. El vencedor final fou el colombià Hernán Buenahora de l'equip Vitalicio Seguros per davant de Georg Totschnig del Team Deutsche Telekom i Fernando Escartín del Kelme-Costa Blanca.
Aquest any l'UCI va pujar la "Volta" a primera categoria, per darrere de les grans voltes.
Aquesta edició tenia vuit etapes, amb la primera dividida en dos sectors. També tenia dos contrarellotges, encara que no prou llargues per ser decisives.
El plat fort estava reservat a les tres últimes etapes, amb la muntanya. El vencedor final havia de ser un escalador, així Hernan Buenahora va demostrar la gran forma en què es trobava després d'un gran Giro d'Itàlia.

## Etapes
| Etapa | Data       | Ciutats d'etapa                                 | km    | Vencedor de l'etapa        | Líder de la general        |
| ----- | ---------- | ----------------------------------------------- | ----- | -------------------------- | -------------------------- |
| 1a A  | 18 de juny | Vila-seca – La Pineda                           | 79,2  | Mario Cipollini (ITA)      | Mario Cipollini (ITA)      |
| 1a B  | 18 de juny | Port Aventura – La Pineda (CRI)                 | 8,1   | Christopher Boardman (GBR) | Christopher Boardman (GBR) |
| 2a    | 19 de juny | Port Aventura – el Vendrell                     | 151,3 | Mario Cipollini (ITA)      | Christopher Boardman (GBR) |
| 3a    | 20 de juny | El Vendrell – Barcelona                         | 172,5 | Mario Cipollini (ITA)      | Christopher Boardman (GBR) |
| 4a    | 21 de juny | Fàbrica La Piara (Manlleu) - Manlleu            | 197,5 | Mario Cipollini (ITA)      | Christopher Boardman (GBR) |
| 5a    | 22 de juny | Girona – Girona (CRI)                           | 15,4  | Christopher Boardman (GBR) | Christopher Boardman (GBR) |
| 6a    | 23 de juny | Tàrrega – Boí Taüll                             | 180,4 | Hernán Buenahora (COL)     | Abraham Olano (ESP)        |
| 7a    | 24 de juny | Caldes de Boí – Ordino-Arcalís (AND)            | 231,7 | Hernán Buenahora (COL)     | Hernán Buenahora (COL)     |
| 8a    | 25 de juny | Andorra la Vella (AND) – Andorra la Vella (AND) | 189,8 | Fernando Escartín (ESP)    | Hernán Buenahora (COL)     |

### 1a etapa A
18-06-1998: Vila-seca – La Pineda, 79,2 km.:
|   | Ciclista                | Equip                 | Temps      |
| - | ----------------------- | --------------------- | ---------- |
| 1 | Mario Cipollini (ITA)   | Saeco                 | 1h 57' 47" |
| 2 | Jeroen Blijlevens (NED) | TVM-Farm Frites       | m. t.      |
| 3 | Mario Traversoni (ITA)  | Mercatone Uno-Bianchi | m. t.      |

|   | Ciclista                | Equip                 | Temps      |
| - | ----------------------- | --------------------- | ---------- |
| 1 | Mario Cipollini (ITA)   | Saeco                 | 1h 57' 47" |
| 2 | Jeroen Blijlevens (NED) | TVM-Farm Frites       | m. t.      |
| 3 | Mario Traversoni (ITA)  | Mercatone Uno-Bianchi | m. t.      |

### 1a etapa B
18-06-1998: Port Aventura – La Pineda, 8,1 km. (CRI):
|   | Ciclista                   | Equip                 | Temps  |
| - | -------------------------- | --------------------- | ------ |
| 1 | Christopher Boardman (GBR) | Gan                   | 8' 32" |
| 2 | Marco Velo (ITA)           | Mercatone Uno-Bianchi | + 5"   |
| 3 | Abraham Olano (ESP)        | Banesto               | + 10"  |

|   | Ciclista                   | Equip                 | Temps      |
| - | -------------------------- | --------------------- | ---------- |
| 1 | Christopher Boardman (GBR) | Gan                   | 2h 06' 19" |
| 2 | Marco Velo (ITA)           | Mercatone Uno-Bianchi | + 5"       |
| 3 | Abraham Olano (ESP)        | Banesto               | + 10"      |

### 2a etapa
19-06-1998: Port Aventura – el Vendrell, 151,3 km.:
|   | Ciclista                | Equip                 | Temps      |
| - | ----------------------- | --------------------- | ---------- |
| 1 | Mario Cipollini (ITA)   | Saeco                 | 4h 14' 31" |
| 2 | Jeroen Blijlevens (NED) | TVM-Farm Frites       | m. t.      |
| 3 | Mario Traversoni (ITA)  | Mercatone Uno-Bianchi | m. t.      |

|   | Ciclista                   | Equip                 | Temps      |
| - | -------------------------- | --------------------- | ---------- |
| 1 | Christopher Boardman (GBR) | Gan                   | 6h 20' 50" |
| 2 | Marco Velo (ITA)           | Mercatone Uno-Bianchi | + 5"       |
| 3 | Abraham Olano (ESP)        | Banesto               | + 10"      |

### 3a etapa
20-06-1998: El Vendrell – Barcelona, 172,5 km.:
|   | Ciclista                  | Equip           | Temps      |
| - | ------------------------- | --------------- | ---------- |
| 1 | Mario Cipollini (ITA)     | Saeco           | 3h 46' 37" |
| 2 | Jeroen Blijlevens (NED)   | TVM-Farm Frites | m. t.      |
| 3 | Gian Matteo Fagnini (ITA) | Saeco           | m. t.      |

|   | Ciclista                   | Equip                 | Temps       |
| - | -------------------------- | --------------------- | ----------- |
| 1 | Christopher Boardman (GBR) | Gan                   | 10h 07' 27" |
| 2 | Marco Velo (ITA)           | Mercatone Uno-Bianchi | + 5"        |
| 3 | Abraham Olano (ESP)        | Banesto               | + 10"       |

### 4a etapa
21-06-1998: Fàbrica La Piara (Manlleu) - Manlleu, 197,5 km.:
|   | Ciclista                | Equip           | Temps      |
| - | ----------------------- | --------------- | ---------- |
| 1 | Mario Cipollini (ITA)   | Saeco           | 5h 26' 24" |
| 2 | Jeroen Blijlevens (NED) | TVM-Farm Frites | m. t.      |
| 3 | Jaan Kirsipuu (EST)     | Casino          | m. t.      |

|   | Ciclista                   | Equip                 | Temps       |
| - | -------------------------- | --------------------- | ----------- |
| 1 | Christopher Boardman (GBR) | Gan                   | 15h 33' 51" |
| 2 | Marco Velo (ITA)           | Mercatone Uno-Bianchi | + 5"        |
| 3 | Abraham Olano (ESP)        | Banesto               | + 10"       |

### 5a etapa
22-06-1998: Girona – Girona, 15,4 km. (CRI):
|   | Ciclista                   | Equip                 | Temps   |
| - | -------------------------- | --------------------- | ------- |
| 1 | Christopher Boardman (GBR) | Gan                   | 21' 38" |
| 2 | Abraham Olano (ESP)        | Banesto               | + 17"   |
| 3 | Marco Velo (ITA)           | Mercatone Uno-Bianchi | + 25"   |

|   | Ciclista                   | Equip                 | Temps       |
| - | -------------------------- | --------------------- | ----------- |
| 1 | Christopher Boardman (GBR) | Gan                   | 15h 55' 29" |
| 2 | Abraham Olano (ESP)        | Banesto               | + 27"       |
| 3 | Marco Velo (ITA)           | Mercatone Uno-Bianchi | + 30"       |

### 6a etapa
23-06-1998: Tàrrega – Boí Taüll, 180,4 km.:
|   | Ciclista                 | Equip                 | Temps      |
| - | ------------------------ | --------------------- | ---------- |
| 1 | Hernán Buenahora (COL)   | Vitalicio Seguros     | 5h 19' 30" |
| 2 | Fernando Escartín (ESP)  | Kelme-Costa Blanca    | + 1"       |
| 3 | Francesco Frattini (ITA) | Team Deutsche Telekom | + 16"      |

|   | Ciclista                | Equip                 | Temps       |
| - | ----------------------- | --------------------- | ----------- |
| 1 | Abraham Olano (ESP)     | Banesto               | 21h 15' 42" |
| 2 | Fernando Escartín (ESP) | Kelme-Costa Blanca    | + 54"       |
| 3 | Massimo Podenzana (ITA) | Mercatone Uno-Bianchi | + 1' 07"    |

### 7a etapa
24-06-1998: Caldes de Boí – Ordino-Arcalís, 231,7 km.:
|   | Ciclista               | Equip                 | Temps      |
| - | ---------------------- | --------------------- | ---------- |
| 1 | Hernán Buenahora (COL) | Vitalicio Seguros     | 6h 51' 37" |
| 2 | Georg Totschnig (AUT)  | Team Deutsche Telekom | + 15"      |
| 3 | Bo Hamburger (DEN)     | Casino                | + 24"      |

|   | Ciclista               | Equip                 | Temps       |
| - | ---------------------- | --------------------- | ----------- |
| 1 | Hernán Buenahora (COL) | Vitalicio Seguros     | 28h 08' 38" |
| 2 | Abraham Olano (ESP)    | Banesto               | m. t.       |
| 3 | Georg Totschnig (AUT)  | Team Deutsche Telekom | +08"        |

### 8a etapa
25-06-1998: Andorra la Vella – Andorra la Vella, 189,8 km.:
|   | Ciclista                | Equip                 | Temps      |
| - | ----------------------- | --------------------- | ---------- |
| 1 | Fernando Escartín (ESP) | Kelme-Costa Blanca    | 4h 50' 58" |
| 2 | Jean-Cyril Robin (FRA)  | US Postal             | m. t.      |
| 3 | Georg Totschnig (AUT)   | Team Deutsche Telekom | m. t.      |

|   | Ciclista                | Equip                 | Temps       |
| - | ----------------------- | --------------------- | ----------- |
| 1 | Hernán Buenahora (COL)  | Vitalicio Seguros     | 32h 59' 36" |
| 2 | Georg Totschnig (AUT)   | Team Deutsche Telekom | + 8"        |
| 3 | Fernando Escartín (ESP) | Kelme-Costa Blanca    | + 16"       |

## Classificació General
|    | Ciclista                | Equip                 | Temps       |
| -- | ----------------------- | --------------------- | ----------- |
| 1  | Hernán Buenahora (COL)  | Vitalicio Seguros     | 32h 59' 36" |
| 2  | Georg Totschnig (AUT)   | Team Deutsche Telekom | + 8"        |
| 3  | Fernando Escartín (ESP) | Kelme-Costa Blanca    | + 16"       |
| 4  | Massimo Podenzana (ITA) | Mercatone Uno-Bianchi | + 1' 05"    |
| 5  | Alberto Elli (ITA)      | Casino                | + 1' 37"    |
| 6  | Abraham Olano (ESP)     | Banesto               | + 1' 42"    |
| 7  | José Castelblanco (COL) | Avianca Telecom       | + 2' 37"    |
| 8  | Ángel Luis Casero (ESP) | Vitalicio Seguros     | + 2' 47"    |
| 9  | Jean-Cyril Robin (FRA)  | US Postal             | + 3' 01"    |
| 10 | Víctor Hugo Peña (COL)  | Avianca Telecom       | + 3' 15"    |

## Classificació de la muntanya
|   | Ciclista               | Equip                 | Punts |
| - | ---------------------- | --------------------- | ----- |
| 1 | Alberto Elli (ITA)     | Casino                | 60    |
| 2 | Hernán Buenahora (COL) | Vitalicio Seguros     | 40    |
| 3 | Georg Totschnig (AUT)  | Team Deutsche Telekom | 34    |

## Classificació de les Metes volants
|   | Ciclista              | Equip           | Punts |
| - | --------------------- | --------------- | ----- |
| 1 | Jacky Durand (FRA)    | Casino          | 23    |
| 2 | Lars Michaelsen (DEN) | TVM-Farm Frites | 13    |
| 3 | Serhí Uixakov (UKR)   | TVM-Farm Frites | 6     |

## Millor Equip
|   | Equip                 | Nacionalitat | Temps       |
| - | --------------------- | ------------ | ----------- |
| 1 | Avianca Telecom       | Colòmbia     | 99h 09' 18" |
| 2 | Casino                | França       | + 1' 33"    |
| 3 | Mercatone Uno-Bianchi | Itàlia       | + 3' 43"    |